# Голос. Дети (Россия, сезон 5)
Пятый сезон телевизионного шоу «Голос. Дети» транслировался на российском «Первом канале» в период со 2 февраля по 20 апреля 2018 года. Наставниками в этом сезоне стали Баста, Пелагея и Валерий Меладзе.

## Ведущие
В пятом сезоне основным ведущим снова стал Дмитрий Нагиев, а его соведущей — Агата Муцениеце.

Ведущие сезона
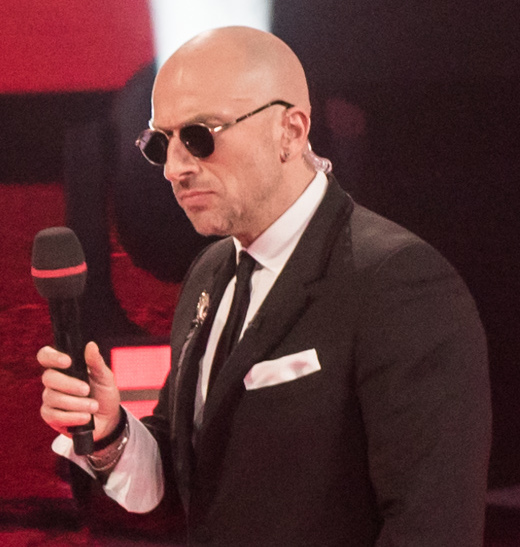
Дмитрий Нагиев
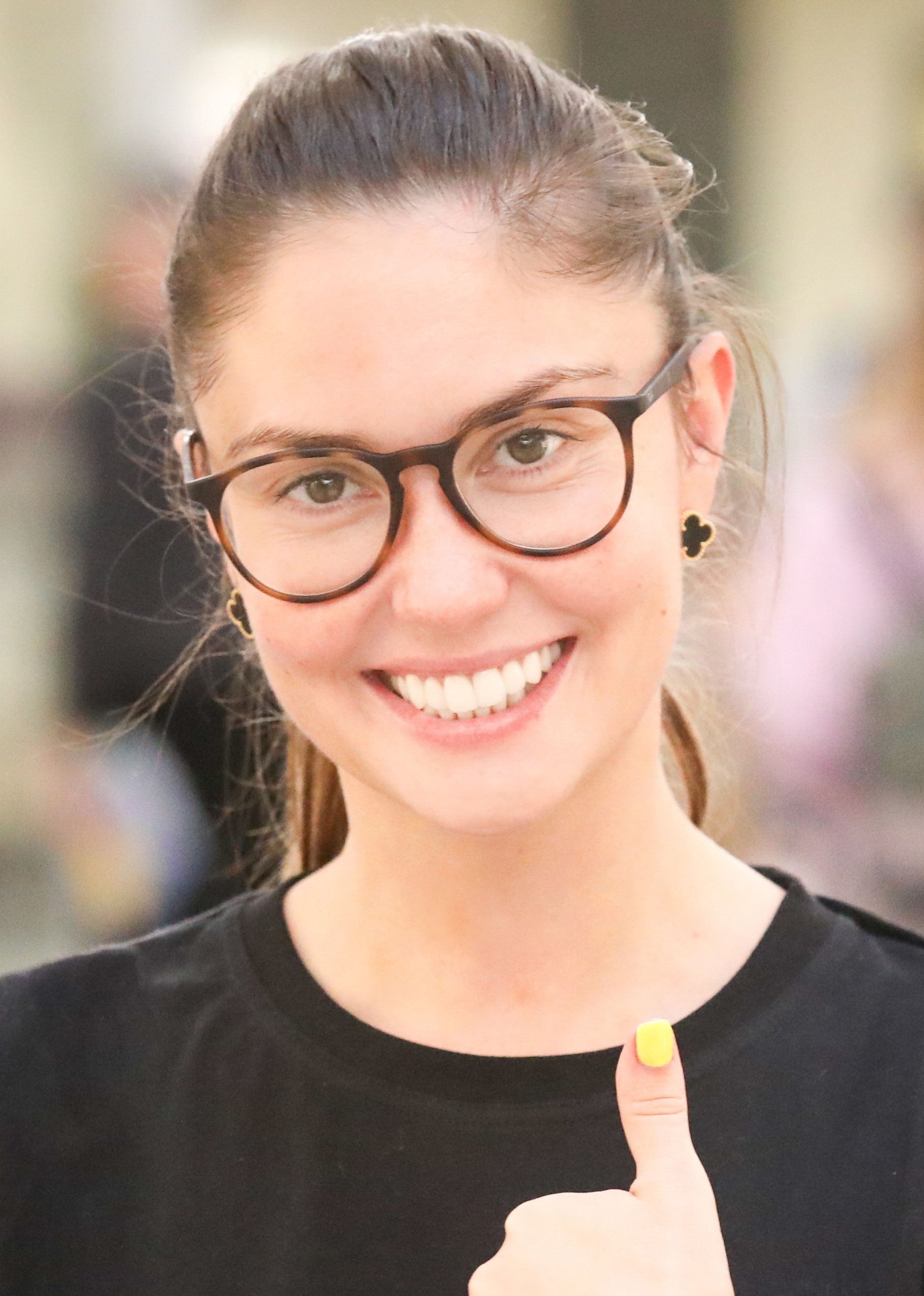
Агата Муцениеце

## Наставники

Наставники сезона
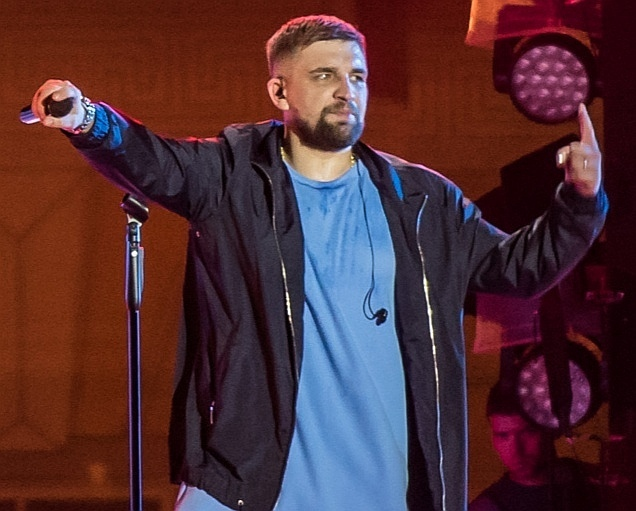
Баста
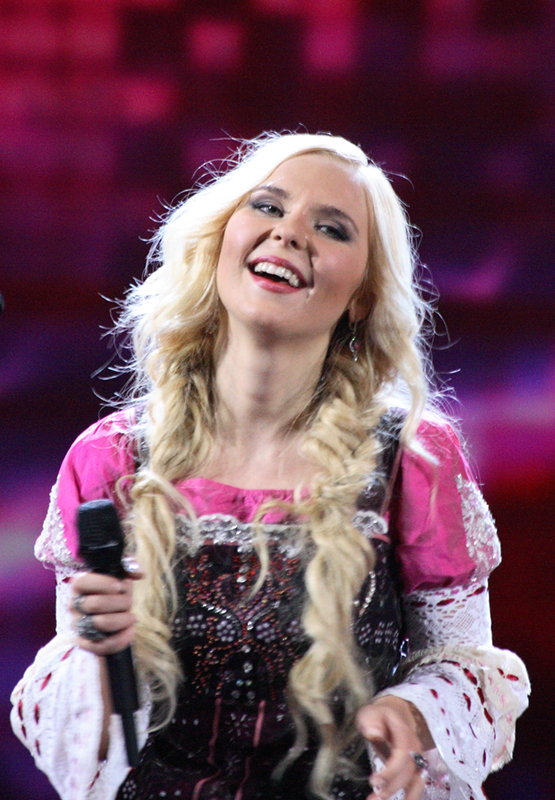
Пелагея
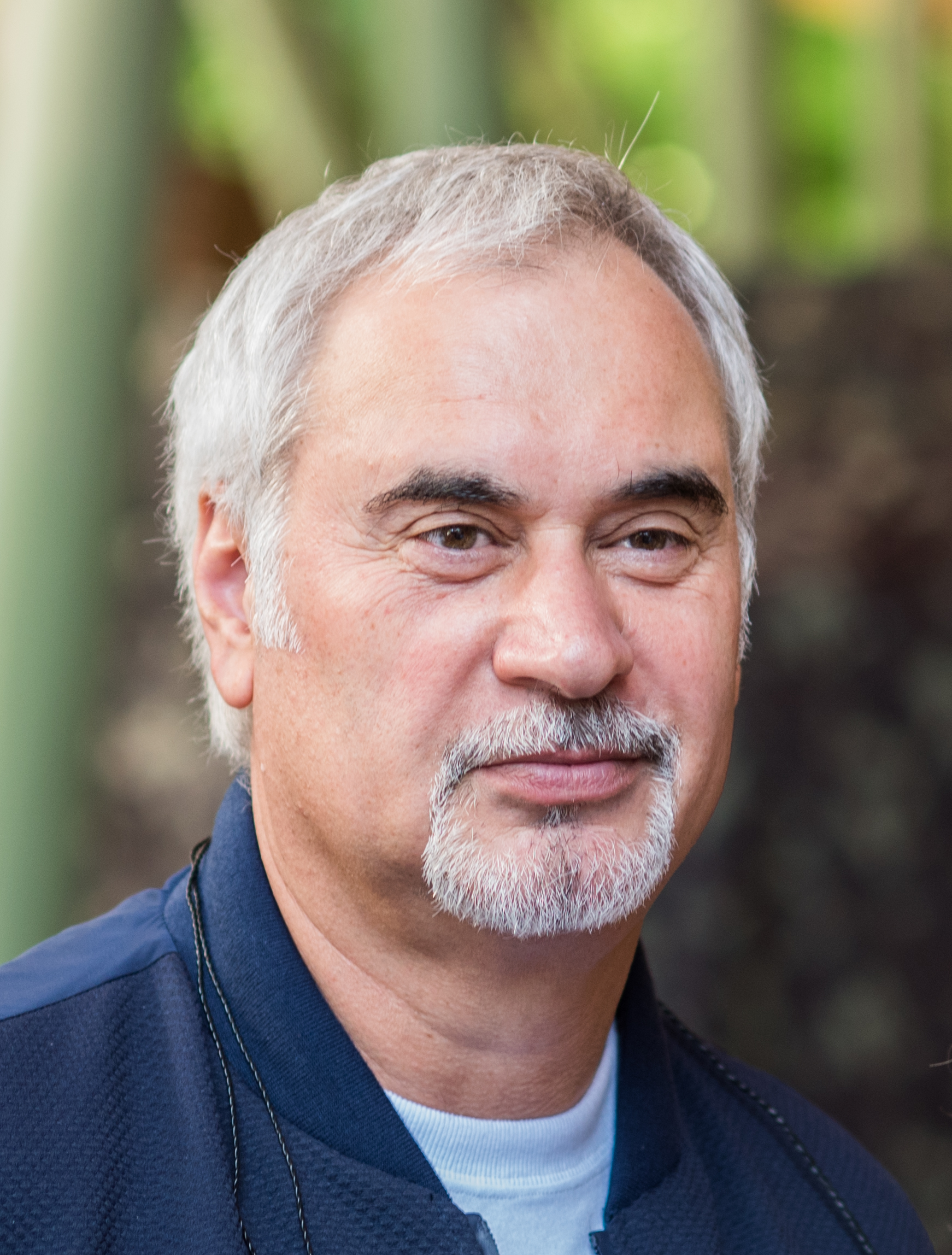
Валерий Меладзе

- Баста — рэп-исполнитель, композитор, продюсер.
- Пелагея — фолк-рок-певица, основательница и солистка группы «Пелагея».
- Валерий Меладзе — советский и российский певец, продюсер, заслуженный артист РФ.

## Команды
| - Первое место - Второе место - Третье место | - Выбыл в финале - Выбыл в дополнительном этапе - Выбыл в поединках |

| Баста | София Фёдорова       | Акмаль Ходжаниязов | Александра Ушакова   | Елизавета Лабодина | Эльвира Апшева     |
| Баста | Кирилл Роговец-Закон | Эрик Панич         | Дайа Борисова        | Милена Лукьянцева  | Назгуль Отузова    |
| Баста | Анастасия Григорьева | Михаил Ногинский   | Алина Сидорова       | Дарья Ситникова    | Виктория Антонян   |
| Пелагея | Рутгер Гарехт        | Вероника Сыромля   | Эден Голан           | Ангелина Галецкая  | Леонид Новожилов   |
| Пелагея | Дарья Волосевич      | Степан Шляпкин     | Лавалина Сандип-Наир | Роберт Касьян      | Николь Алексеева   |
| Пелагея | Захар Усенко         | Алина Домрачева    | Вероника Инкико      | Антон Мельников    | Михаил Сандалов    |
| Валерий Меладзе | Анастасия Гладилина  | Олеся Машейко      | Тали Купер           | Давид Хиникадзе    | Эвелина Большакова |
| Валерий Меладзе | Алия Еникеева        | Сара Абрамян       | Никита Белько        | Алиса Хилько       | Кира Данилина      |
| Валерий Меладзе | Мария Магильная      | Эмилия Хайриева    | Вадим Якушев         | Вадим Цагарейшвили | Антон Субботин     |
| Участники, выбывшие из проекта на этапе «Песня на вылет», но продолжившие участие в «Дополнительном этапе» и прошедшие в финал, выделены курсивом. |                      |                    |                      |                    |                    |

## Слепые прослушивания

### Выпуск № 1: Слепые прослушивания. 1-я неделя
Выпуск вышел в эфир 2 февраля 2018 года. В начале выпуска наставники проекта исполнили песню «Abracadabra» группы Steve Miller Band.
| №  | Исполнитель                                             | Песня                                                                              | Выбор участников и наставников | Выбор участников и наставников | Выбор участников и наставников |
| №  | Исполнитель                                             | Песня                                                                              | Баста                          | Пелагея                        | Меладзе                        |
| -- | ------------------------------------------------------- | ---------------------------------------------------------------------------------- | ------------------------------ | ------------------------------ | ------------------------------ |
| 1  | Михаил Сандалов (7 лет, Химки, Московская область)      | «Очки-тапочки» (А. Козловский)                                                     |                                |                                | —                              |
| 2  | Милена Лукьянцева (13 лет, Владивосток)                 | «Черный кот» (Ю. Саульский / М. Танич)                                             |                                | —                              |                                |
| 3  | Майкл Пинчук (11 лет, Новосибирск)                      | «The Way You Make Me Feel» (М. Джексон)                                            | —                              | —                              | —                              |
| 4  | Алина Домрачева (9 лет, Балашиха, Московская область)   | «Валенки» (музыка и слова народные)                                                | —                              |                                | —                              |
| 5  | Роберт Касьян (12 лет, Краснодар)                       | «Parlami d’amore Mariu» (Ч. Биксио / Э. Нери)                                      |                                |                                |                                |
| 6  | Аглая Кукушкина (8 лет, Москва)                         | «За печкою поёт сверчок» (Р. Паулс / Э. Плиекшане)                                 | —                              | —                              | —                              |
| 7  | Давид Хиникадзе (10 лет, Москва)                        | «Buleria» (Ф. Сантандер / Г. Сантандер)                                            |                                | —                              |                                |
| 8  | Алиса Хилько (10 лет, Москва)                           | «Fallin'» (А. Киз)                                                                 | —                              | —                              |                                |
| 9  | Захар Усенко (12 лет, Владимир)                         | «Улица Роз» (В. Дубинин / М. Пушкина)                                              | —                              |                                | —                              |
| 10 | Полина Терехова (10 лет, Казань, Республика Татарстан)  | «Roar» (Л. Готвальд / К.Хадсон / Б. Мак-Ки / М. Сандберг / Г.Вальтер / Э. Бальтер) | —                              | —                              | —                              |
| 11 | Александра Ушакова (15 лет, Мытищи, Московская область) | «Tough Lover» (Э.Джеймс / Д. Джонс)                                                |                                | —                              | —                              |

### Выпуск № 2: Слепые прослушивания. 2-я неделя
Выпуск вышел в эфир 9 февраля 2018 года.
| №  | Исполнитель                                         | Песня                                                 | Выбор участников и наставников | Выбор участников и наставников | Выбор участников и наставников |
| №  | Исполнитель                                         | Песня                                                 | Баста                          | Пелагея                        | Меладзе                        |
| -- | --------------------------------------------------- | ----------------------------------------------------- | ------------------------------ | ------------------------------ | ------------------------------ |
| 1  | Даниэль Ульбаев (10 лет, Москва)                    | «Симона» (В. Кузьмин)                                 | —                              | —                              | —                              |
| 2  | Анастасия Гладилина (13 лет, Брянск)                | «If I Were a Boy» (Бейонсе / Т. Гад)                  |                                |                                |                                |
| 3  | Антон Субботин (7 лет, Санкт-Петербург)             | «Санта Лючия» (Э. Коссович / Т. Коттрау)              |                                | —                              |                                |
| 4  | Вероника Сыромля (13 лет, Севастополь)              | «Подари мне платок» (М. Агашина / Г. Пономаренко)     | —                              |                                | —                              |
| 5  | Мария Руденко (7 лет, Казань, Республика Татарстан) | «Who’s Lovin' You» (С. Робинсон)                      | —                              | —                              | —                              |
| 6  | Рутгер Гарехт (11 лет, Оренбург)                    | «Я милого узнаю по походке» (музыка и слова народные) |                                |                                |                                |
| 7  | Анастасия Кормишина (10 лет, Пенза)                 | «A Song for You» (Л. Рассел)                          | —                              | —                              | —                              |
| 8  | Никита Белько (12 лет, Минск, Республика Беларусь ) | «You Raise Me Up» (Б. Грэм / Л.Рольф)                 |                                | —                              |                                |
| 9  | София Фёдорова (10 лет, Москва)                     | «Кажется» (А. Беляев)                                 |                                | —                              | —                              |
| 10 | Егор Ермолаев (11 лет, Москва)                      | «Love Yourself» (Д. Бибер / Б. Левин / Э. Ширан)      | —                              | —                              | —                              |
| 11 | Виктория Антонян (13 лет, Москва)                   | «My Funny Valentine» (Л. Харт / Р. Роджерс)           |                                | —                              | —                              |

### Выпуск № 3: Слепые прослушивания. 3-я неделя
Выпуск вышел в эфир 16 февраля 2018 года.
| №  | Исполнитель                                                   | Песня                                                                                         | Выбор участников и наставников | Выбор участников и наставников | Выбор участников и наставников |
| №  | Исполнитель                                                   | Песня                                                                                         | Баста                          | Пелагея                        | Меладзе                        |
| -- | ------------------------------------------------------------- | --------------------------------------------------------------------------------------------- | ------------------------------ | ------------------------------ | ------------------------------ |
| 1  | Алия Еникеева (15 лет, Москва)                                | «Дорогой длинною» (Б. Фомин / К. Подревский)                                                  |                                | —                              |                                |
| 2  | Андрей Калашов (8 лет, Нижний Новгород)                       | «Attention» (Ч. Пут / Дж. Кашер)                                                              | —                              | —                              | —                              |
| 3  | Степан Шляпкин (11 лет, Руза, Московская область)             | «Не для меня придёт весна» (Н. Девитте / И. Жирнов / А. Молчанов)                             | —                              |                                | —                              |
| 4  | Лавалина Сандип Наир (8 лет, Дубай, ОАЭ )                     | «Oops!… I Did It Again» (М. Сандберг / Р. Якуб)                                               |                                |                                |                                |
| 5  | Камилла Астанакулова (14 лет, Термез, Республика Узбекистан ) | «Вальс Джульетты» (Ш. Гуно / Ж. Барбье / М. Карре)                                            | —                              | —                              | —                              |
| 6  | Антон Мельников (10 лет, Красноярск)                          | «Мама» (О. Газманов)                                                                          |                                |                                | —                              |
| 7  | Мария Магильная (13 лет, Могилёв, Республика Беларусь )       | «Stone Cold» (Д. Ловато / Л. Пуркарим)                                                        |                                | —                              |                                |
| 8  | Эвелина Большакова (9 лет, Москва)                            | «I Just Can’t Wait to Be King» (Э. Джон / Т. Райс)                                            | —                              | —                              |                                |
| 9  | Артур Исламов (12 лет, Оренбург)                              | «Лучший город земли» (А. Бабаджанян / Л. Дербенёв)                                            | —                              | —                              | —                              |
| 10 | Эльвира Апшева (14 лет, Москва)                               | «Runnin' (Lose It All)» (Дж. Коффер / Ш. Хан / Б. Ноулз-Картер / Э. Бенжамин / К. М. Уильямс) |                                | —                              | —                              |
| 11 | Кирилл Роговец-Закон (13 лет, Киев, Украина )                 | «Hello» (А. Эдкинс / Г. Кёрстин)                                                              |                                | —                              | —                              |

### Выпуск № 4: Слепые прослушивания. 4-я неделя
Выпуск вышел в эфир 22 февраля 2018 года.
| №  | Исполнитель                                                 | Песня                                                                         | Выбор участников и наставников | Выбор участников и наставников | Выбор участников и наставников |
| №  | Исполнитель                                                 | Песня                                                                         | Баста                          | Пелагея                        | Меладзе                        |
| -- | ----------------------------------------------------------- | ----------------------------------------------------------------------------- | ------------------------------ | ------------------------------ | ------------------------------ |
| 1  | Эрик Аракелян (11 лет, Калуга)                              | «Ах, эта девушка» (А. Бабаев / М. Турсун-Заде / Г. Регистан)                  | —                              | —                              | —                              |
| 2  | Николь Алексеева (6 лет, Вильнюс, Литва )                   | «Любочка» (М. Макарова / А. Барто)                                            |                                |                                | —                              |
| 3  | Назгуль Отузова (14 лет, Янгантау, Республика Башкортостан) | «Adagio» (Т. Альбинони / Л. Крокарт / Р. Джадзотто / Д. Пикелл / Э. Влеминкс) |                                |                                |                                |
| 4  | Вадим Цагарейшвили (13 лет, Москва)                         | «Strangers in the Night» (Б. Кемпферт / Ч. Синглтон / Э. Снайдер)             |                                | —                              |                                |
| 5  | Дарья Ситникова (13 лет, Санкт-Петербург)                   | «Олей» (Н. Катамадзе)                                                         |                                | —                              | —                              |
| 6  | Михаил Медведский (10 лет, Санкт-Петербург)                 | «Runaway Baby» (Б. Марс / Ф. Лоуренс / А. Левин / К. Браун)                   | —                              | —                              | —                              |
| 7  | Олеся Машейко (11 лет, Казань, Республика Татарстан)        | «Грею счастье» (Е. Солодовников)                                              | —                              | —                              |                                |
| 8  | Даниил Купч (7 лет, Алматы, Республика Казахстан )          | «Ай-яй-яй» (Л. Агутин / Т. Кристиансен)                                       | —                              | —                              | —                              |
| 9  | Тали Купер (11 лет, Ашдод, Израиль )                        | «Who Wants to Live Forever» (Б. Мэй)                                          | —                              |                                |                                |
| 10 | Антон Панзин (10 лет, Нижний Новгород)                      | «Locked Out of Heaven» (Б. Марс / Ф. Лоуренс / А. Левин)                      | —                              | —                              | —                              |
| 11 | Дарья Волосевич (14 лет, Углич, Ярославская область)        | «Самый дорогой человек» (Е. Мильковский)                                      | —                              |                                | —                              |

### Выпуск № 5: Слепые прослушивания. 5-я неделя
Выпуск № 5 вышел в эфир 7 марта 2018 года.
| №  | Исполнитель                                                | Песня                                                                                   | Выбор участников и наставников | Выбор участников и наставников | Выбор участников и наставников |
| №  | Исполнитель                                                | Песня                                                                                   | Баста                          | Пелагея                        | Меладзе                        |
| -- | ---------------------------------------------------------- | --------------------------------------------------------------------------------------- | ------------------------------ | ------------------------------ | ------------------------------ |
| 1  | Леонид Новожилов (7 лет, Нижний Новгород)                  | «Белеет мой парус» (Г. Гладков / Ю. Ким)                                                | —                              |                                |                                |
| 2  | Вероника Инкико (13 лет, Монте-Кастелло-ди-Вибио, Италия ) | «Blow Your Mind (Mwah)» (Д. Липа / Л. Фаунс / Д. Левин)                                 |                                |                                |                                |
| 3  | Никита Никифоров (9 лет, Карабаново, Владимирская область) | «Волшебник-недоучка» (А. Зацепин / Л. Дербенёв)                                         | —                              | —                              | —                              |
| 4  | Елизавета Лабодина (12 лет, Тольятти, Самарская область)   | «Something New» (Х. Хэнкок / К. Джонс / Р. Клейнер / Н. Янофски / А. Батс / Д. Фолкнер) |                                | —                              |                                |
| 5  | Анастасия Григорьева (7 лет, Санкт-Петербург)              | «Леди Совершенство» (М. Дунаевский / Н. Олев)                                           |                                | —                              | —                              |
| 6  | Карен Айрапетов (14 лет, Москва)                           | «Как ты красива сегодня» (К. Меладзе)                                                   | —                              | —                              | —                              |
| 7  | Эмилия Хайриева (11 лет, Мамадыш, Республика Татарстан)    | «Челита» (Н. Лабковский / К. Мендоса / М. Феркельман)                                   |                                |                                |                                |
| 8  | Мария Петрова (13 лет, Москва)                             | «I Got Rhythm» (Д. Гершвин / А. Гершвин)                                                | —                              | —                              | —                              |
| 9  | Михаил Ногинский (13 лет, Москва)                          | «Love Me Again» (С. Букер / Д. Ньюман)                                                  |                                | —                              | —                              |
| 10 | Алина Сидорова (14 лет, Санкт-Петербург)                   | «Я не отступлю» (Т. Липницкая)                                                          |                                | —                              | —                              |
| 11 | Вадим Якушев (14 лет, Петрозаводск, Республика Карелия)    | «Whole Lotta Love» (Р. Плант / Д. Пейдж / Д. Джонс / Д.Бонэм / В. Диксон)               | —                              | —                              |                                |

### Выпуск № 6: Слепые прослушивания. 6-я неделя
Выпуск вышел в эфир 16 марта 2018 года.
| №  | Исполнитель                                              | Песня                                                                       | Выбор участников и наставников | Выбор участников и наставников | Выбор участников и наставников |
| №  | Исполнитель                                              | Песня                                                                       | Баста                          | Пелагея                        | Меладзе                        |
| -- | -------------------------------------------------------- | --------------------------------------------------------------------------- | ------------------------------ | ------------------------------ | ------------------------------ |
| 1  | Яна Пак (6 лет, Хабаровск)                               | «Эй вы, там, наверху!» (Р. Паулс / И. Резник)                               | —                              | —                              | —                              |
| 2  | Эрик Панич (13 лет, Вена, Австрия )                      | «Radioactive» (А. Грант / Б. Макки / Дж. Моссер / Д. Рэйнольдс / У. Сермон) |                                | —                              | —                              |
| 3  | Дарья Черенкова (12 лет, Москва)                         | «Спят усталые игрушки» (А. Островский / З. Петрова)                         | —                              | —                              | —                              |
| 4  | Акмаль Ходжаниязов (14 лет, Санкт-Петербург)             | «It’s a Man’s Man’s Man’s World» (Дж. Браун / Б. Дж. Ньюсом)                |                                |                                |                                |
| 5  | Кира Данилина (8 лет, Москва)                            | «Let’s Twist Again» (Ч. Чекер / К. Манн)                                    |                                | —                              |                                |
| 6  | Михаэль Хайдеманн (13 лет, Гамбург, Германия )           | «Funiculì funiculà» (Л. Денц / П. Турко)                                    | —                              | —                              | —                              |
| 7  | Сара Абрамян (10 лет, Сухуми, Грузия )                   | «Драмы больше нет» (Г. Дудин)                                               |                                | —                              |                                |
| 8  | Эден Голан (14 лет, Кфар-Сава, Израиль )                 | «Love on the Brain» (Ф. Болл / Дж. Энджел / Р. Фенти)                       |                                |                                | Полная команда                 |
| 9  | Даниэль Ястремский (13 лет, Минск, Республика Беларусь ) | «Скажи, зачем тебе любовь моя?»                                             | —                              | —                              | Полная команда                 |
| 10 | Дайа Борисова (13 лет, Барнаул, Алтайский край)          | «Hit ’Em Up Style (Oops!)» (Д. Остин)                                       |                                | —                              | Полная команда                 |
| 11 | Ангелина Галецкая (10 лет, Рязань)                       | «Dangerous Woman» (Дж. Карлссон / Р. Голан / М. Мартин)                     | Полная команда                 |                                | Полная команда                 |

## Поединки и Песня на вылет

### Выпуск № 7: «Поединки» и «Песня на вылет». Команда Валерия Меладзе
Выпуск вышел в эфир 23 марта 2018 года.

#### Поединки
| № | Победитель          | Песня                                                                   | Проигравшие        | Проигравшие     |
| - | ------------------- | ----------------------------------------------------------------------- | ------------------ | --------------- |
| 1 | Эвелина Большакова  | «Вася» (Евгений Хавтан / Валерий Сюткин)                                | Кира Данилина      | Антон Субботин  |
| 2 | Анастасия Гладилина | «No Roots» (Элис Мертон / Николас Ребшер)                               | Алия Еникеева      | Мария Магильная |
| 3 | Давид Хиникадзе     | «Твои глаза» (Игорь Чеботаев / Маргарита Герасимович / Светлана Лобода) | Вадим Цагарейшвили | Алиса Хилько    |
| 4 | Олеся Машейко       | «Посидим, поокаем» (Александр Шепета / Илья Резник)                     | Сара Абрамян       | Эмилия Хайриева |
| 5 | Тали Купер          | «Cryin’» (Джо Перри / Тейлор Родс / Стивен Талларико)                   | Вадим Якушев       | Никита Белько   |

#### Песня на вылет
| № | Участник            | Песня                                                  | Результат                    |
| - | ------------------- | ------------------------------------------------------ | ---------------------------- |
| 1 | Эвелина Большакова  | «I Just Can’t Wait to Be King» (Элтон Джон / Тим Райс) | Прошла в дополнительный этап |
| 2 | Анастасия Гладилина | «If I Were a Boy» (Бейонсе / Тоби Гад)                 | Прошла в финал               |
| 3 | Давид Хиникадзе     | «Buleria» (Ф. Сантандер / Г. Сантандер)                | Прошёл в дополнтельный этап  |
| 4 | Олеся Машейко       | «Грею счастье» (Егор Солодовников)                     | Прошла в дополнительный этап |
| 5 | Тали Купер          | «Who Wants to Live Forever» (Брайан Мэй)               | Прошла в финал               |

### Выпуск № 8: «Поединки» и «Песня на вылет». Команда Пелагеи
Выпуск вышел в эфир 30 марта 2018 года.

#### Поединки
| № | Победитель        | Песня | Проигравшие     | Проигравшие          |
| - | ----------------- | --- | --------------- | -------------------- |
| 1 | Рутгер Гарехт     | «За окошком месяц май» (Игорь Сукачёв)                                                                   | Дарья Волосевич | Захар Усенко         |
| 2 | Эден Голан        | «Yalla» (Марсель Ботезан / Надир Тамуз Августин / Б. С. Александру / Б. Алони / И. Ашдот / Р. С. Шабази) | Вероника Инкико | Лавалина Сандип Наир |
| 3 | Ангелина Галецкая | «Volare (Nel blu dipinto di blu)» (Доменико Модуньо / Франко Мильяччи / М. Париш)                        | Роберт Касьян   | Антон Мельников      |
| 4 | Леонид Новожилов  | «Пони» (Сергей Никитин / Юнна Мориц)                                                                     | Михаил Сандалов | Николь Алексеева     |
| 5 | Вероника Сыромля  | «Ой при лужку, при лужке» (музыка и слова народные)                                                      | Алина Домрачева | Степан Шляпкин       |

#### Песня на вылет
| № | Участник          | Песня                                                          | Результат                    |
| - | ----------------- | -------------------------------------------------------------- | ---------------------------- |
| 1 | Рутгер Гарехт     | «Я милого узнаю по походке» (музыка и слова народные)          | Прошёл в финал               |
| 2 | Эден Голан        | «Love on the Brain» (Фред Болл / Джозеф Энджел / Рианна Фенти) | Прошла в дополнительный этап |
| 3 | Ангелина Галецкая | «Dangerous Woman» (Юхан Карлссон / Росс Голан / Макс Мартин)   | Прошла в дополнительный этап |
| 4 | Леонид Новожилов  | «Белеет мой парус» (Геннадий Гладков / Юлий Ким)               | Прошёл в дополнительный этап |
| 5 | Вероника Сыромля  | «Подари мне платок» (Маргарита Агашина / Григорий Пономаренко) | Прошла в финал               |

### Выпуск № 9: «Поединки» и «Песня на вылет». Команда Басты
Выпуск вышел в эфир 6 апреля 2018 года.

#### Поединки
| № | Победитель         | Песня                                                                              | Проигравшие          | Проигравшие          |
| - | ------------------ | ---------------------------------------------------------------------------------- | -------------------- | -------------------- |
| 1 | София Фёдорова     | «Нас не догонят» (Сергей Галоян / Иван Шаповалов / Елена Кипер / Валерий Полиенко) | Кирилл Роговец-Закон | Анастасия Григорьева |
| 2 | Акмаль Ходжаниязов | «Кофе — мой друг» (Евгений Мильковский)                                            | Михаил Ногинский     | Эрик Панич           |
| 3 | Александра Ушакова | «Single Ladies» (Трики Стюарт / Териус Неш / Бейонсе / Канье Уэст)                 | Алина Сидорова       | Дайа Борисова        |
| 4 | Эльвира Апшева     | «Set Fire to the Rain» (Фрейзер Смит / Адель Эдкинс)                               | Виктория Антонян     | Назгуль Отузова      |
| 5 | Елизавета Лабодина | «Боже, какой пустяк» (Сергей Трофимов)                                             | Милена Лукьянцева    | Дарья Ситникова      |

#### Песня на вылет
| № | Участник           | Песня                                                                                               | Результат                    |
| - | ------------------ | --------------------------------------------------------------------------------------------------- | ---------------------------- |
| 1 | София Фёдорова     | «Кажется» (Андрей Беляев)                                                                           | Прошла в дополнительный этап |
| 2 | Акмаль Ходжаниязов | «It’s a Man’s Man’s Man’s World» (Джеймс Браун / Бетти Джин Ньюсом)                                 | Прошёл в финал               |
| 3 | Александра Ушакова | «Tough Lover» (Этта Джеймс / Джо Бихари)                                                            | Прошла в финал               |
| 4 | Эльвира Апшева     | «Runnin’ (Lose It All)» (Джонни Коффер / Шахид Хан / Бейонсе / Эрроу Бенжамин / Карла Мари Уильямс) | Прошла в дополнительный этап |
| 5 | Елизавета Лабодина | «Something New» (Херби Хэнкок / Куинси Джонс / Роб Клейнер / Никки Янофски)                         | Прошла в дополнительный этап |

## Дополнительный этап

### Выпуск № 10: Дополнительный этап
Выпуск вышел в прямом эфире в пятницу 13 апреля 2018 года.
| — Участник прошёл в финал |
| — Участник покинул проект |

| Выпуск                | Наставник       | № | Участник           | Песня                                                                 | Голоса зрителей | Итог            |
| Выпуск 10 (13 апреля) |                 |   |                    |                                                                       |                 |                 |
| --------------------- | --------------- | - | ------------------ | --------------------------------------------------------------------- | --------------- | --------------- |
| Выпуск 10 (13 апреля) | Пелагея         | 1 | Леонид Новожилов   | «Ничего на свете лучше нету» (Геннадий Гладков / Юрий Энтин)          | 30,8%           | Покинул проект  |
| Выпуск 10 (13 апреля) | Пелагея         | 2 | Эден Голан         | «Мама моя» (Игорь Крутой / Леонид Агутин)                             | 37%             | Прошла в финал  |
| Выпуск 10 (13 апреля) | Пелагея         | 3 | Ангелина Галецкая  | «History Repeating» (А. Гиффорд)                                      | 32,2%           | Покинула проект |
| Выпуск 10 (13 апреля) | Валерий Меладзе | 4 | Олеся Машейко      | «Куда уходит детство?» (Александр Зацепин / Леонид Дербенёв)          | 50,5%           | Прошла в финал  |
| Выпуск 10 (13 апреля) | Валерий Меладзе | 5 | Эвелина Большакова | «Песня царевны Забавы» (Максим Дунаевский / Юрий Энтин)               | 20%             | Покинула проект |
| Выпуск 10 (13 апреля) | Валерий Меладзе | 6 | Давид Хиникадзе    | «Baila morena» (Р. Н. Диаз / Р. Р. Диаз / А. Форначари / Р. Дзанетти) | 29,5%           | Покинул проект  |
| Выпуск 10 (13 апреля) | Баста           | 7 | Елизавета Лабодина | «Лететь» (Андрей Горзий / Татьяна Иванова)                            | 31,4%           | Покинула проект |
| Выпуск 10 (13 апреля) | Баста           | 8 | София Фёдорова     | «Torn» (Скотт Катлер / Энн Привен / Фил Торнелли)                     | 38,2%           | Прошла в финал  |
| Выпуск 10 (13 апреля) | Баста           | 9 | Эльвира Апшева     | «Разные люди» (Крилл Молчанов / Михаил Танич)                         | 30,4%           | Покинула проект |

| № | Исполнитель                                                       | Песня                                                                   |
| - | ----------------------------------------------------------------- | ----------------------------------------------------------------------- |
| 1 | Сергей Безруков, Леонид Новожилов, Эден Голан и Ангелина Галецкая | «Берёзы» (Игорь Матвиенко / Михаил Андреев)                             |
| 2 | Ани Лорак, Олеся Машейко, Эвелина Большакова и Давид Хиникадзе    | «Сопрано» (Евгений Елишафай / Е. Глеб / Матвей Мельников / М. Решетняк) |
| 3 | Uma2rman, Елизавета Лабодина, София Фёдорова и Эльвира Апшева     | «Проститься» (Владимир Кристовский)                                     |

## Финал и суперфинал

### Выпуск № 11: Финал и суперфинал
Выпуск вышел в прямом эфире в пятницу 20 апреля 2018 года.

#### Финал
| — Участник прошёл в финал |
| — Участник покинул проект |

| Выпуск                | Наставник       | № | Участник            | Песня                                                   | Голоса зрителей | Итог                |
| Выпуск 11 (20 апреля) |                 |   |                     |                                                         |                 |                     |
| --------------------- | --------------- | - | ------------------- | ------------------------------------------------------- | --------------- | ------------------- |
| Выпуск 11 (20 апреля) | Валерий Меладзе | 1 | Тали Купер          | «Снится сон» (Игорь Крутой / Игорь Николаев)            | 11,2%           | Выбыла              |
| Выпуск 11 (20 апреля) | Валерий Меладзе | 2 | Олеся Машейко       | «Аист на крыше» (Давид Тухманов / Анатолий Поперечный)  | 25,5%           | Выбыла              |
| Выпуск 11 (20 апреля) | Валерий Меладзе | 3 | Анастасия Гладилина | «Ой, да степь широкая» (музыка и слова народные)        | 63,3%           | Прошла в суперфинал |
| Выпуск 11 (20 апреля) | Пелагея         | 4 | Эден Голан          | «All About That Bass» (Кевин Каддиш / Меган Трейнор)    | 8,2%            | Выбыла              |
| Выпуск 11 (20 апреля) | Пелагея         | 5 | Вероника Сыромля    | «Поговори со мною, мама» (Владимир Мигуля / Виктор Гин) | 42,8%           | Выбыла              |
| Выпуск 11 (20 апреля) | Пелагея         | 6 | Рутгер Гарехт       | «Журавль по небу летит» (Владимир Дашкевич / Юлий Ким)  | 49%             | Прошёл в суперфинал |
| Выпуск 11 (20 апреля) | Баста           | 7 | Акмаль Ходжаниязов  | «They Don’t Care About Us» (Майкл Джексон)              | 44%             | Выбыл               |
| Выпуск 11 (20 апреля) | Баста           | 8 | София Фёдорова      | «Мама» (Анита Цой)                                      | 49,8%           | Прошла в суперфинал |
| Выпуск 11 (20 апреля) | Баста           | 9 | Александра Ушакова  | «Скандал» (Земфира Рамазанова)                          | 6,2%            | Выбыла              |

| № | Исполнитель                                                      | Песня                                                       |
| - | ---------------------------------------------------------------- | ----------------------------------------------------------- |
| 1 | Now United                                                       | «Summer In The City» (С. Бун / Д. Себастиан / М. Себастиан) |
| 2 | Валерий Меладзе, Тали Купер, Олеся Машейко и Анастасия Гладилина | «Сэра» (Константин Меладзе)                                 |
| 3 | Пелагея, Эден Голан, Вероника Сыромля и Рутгер Гарехт            | «Цвіте терен» (музыка и слова народные)                     |
| 4 | Баста, Акмаль Ходжаниязов, София Фёдорова и Александра Ушакова   | «Сансара» (Василий Вакуленко)                               |

#### Суперфинал
| Выпуск                | Наставник       | № | Участник            | Песня                                                               | Голоса зрителей | Итог         |
| Выпуск 11 (20 апреля) |                 |   |                     |                                                                     |                 |              |
| --------------------- | --------------- | - | ------------------- | ------------------------------------------------------------------- | --------------- | ------------ |
| Выпуск 11 (20 апреля) | Валерий Меладзе | 1 | Анастасия Гладилина | «Я тебя никогда не забуду» (Алексей Рыбников / Андрей Вознесенский) | 24,3%           | Третье место |
| Выпуск 11 (20 апреля) | Пелагея         | 2 | Рутгер Гарехт       | «Офицеры» (Олег Газманов)                                           | 49,1%           | Победитель   |
| Выпуск 11 (20 апреля) | Баста           | 3 | София Фёдорова      | «На десерт» (Андрей Беляев)                                         | 26,6%           | Второе место |

| № | Исполнитель                | Песня                                                  |
| - | -------------------------- | ------------------------------------------------------ |
| 1 | Рутгер Гарехт (победитель) | «Журавль по небу летит» (Владимир Дашкевич / Юлий Ким) |